# 成都市中学列表
成都中学列表列出中华人民共和国四川省成都市的普通中学（不含中等职业技术学校）。成都市现拥有168所初级中学，24所单设高级中学，93所完全中学。

## 示范性高中

### 四川省一级示范性普通高中
四川省教育厅于2014年1月7日批准了65所学校为四川省一级示范性普通高中，成都市有14所（如下表所示）。
| 校名                           | 类型 | 建立年代                      | 地址                                                             | 网站                   |
| ------------------------------ | ---- | ----------------------------- | ---------------------------------------------------------------- | ---------------------- |
| 四川省成都市石室中学           | 公立 | 西汉景帝末年（约公元前141年） | 成都市文庙前街93号（文庙校区），成都市龙潭立交西内侧（北湖校区） |                        |
| 四川省成都市第七中学           | 公立 | 1905年                        | 成都市林荫中街1号                                                | （页面存档备份，存于） |
| 四川省成都市树德中学           | 公立 | 1929年                        | 成都市青羊区宁夏街树德里四号                                     | （页面存档备份，存于） |
| 四川省双流县棠湖中学           | 公立 | 1991年                        | 成都市双流县东升镇棠中路二段87号                                 | （页面存档备份，存于） |
| 四川师范大学附属中学           | 公立 | 1952年                        | 成都市锦江区劼人路318号                                          |                        |
| 四川省彭州中学                 |      | 1901年                        | 成都市彭州市外南普照寺                                           |                        |
| 四川省成都市新都一中           |      | 1941年                        | 成都市新都区如意大道50号                                         | （页面存档备份，存于） |
| 四川省成都市第二十中学校       | 公立 | 1930年                        | 成都市茶店子横街6号                                              | （页面存档备份，存于） |
| 四川省成都市大弯中学校         | 公立 | 1957年                        | 成都市青白江区大弯镇学苑路28号                                   | （页面存档备份，存于） |
| 四川省双流中学                 | 公立 | 1940年                        | 成都市双流县东升镇广场路39号                                     | （页面存档备份，存于） |
| 四川省温江中学                 |      |                               | 成都市温江区文武路201号                                          |                        |
| 四川省成都市郫都区第一中学     |      | 清乾隆十九年（1753年）        | 成都市郫县望丛中路387号                                          |                        |
| 四川省新津中学                 |      |                               | 成都市新津县五津镇五阳南路50号                                   |                        |
| 四川省成都市龙泉驿区第一中学校 | 公立 | 1944年                        | 成都龙泉驿区鲸龙路1057号                                         | （页面存档备份，存于） |

### 四川省二级示范性普通高中
四川省教育厅于2014年1月7日批准了122所学校为四川省二级示范性普通高中，成都市有25所（如下表所示）。
- 四川大学附属中学（四川省成都市第十二中学）
- 成都市成飞中学
- 四川省成都市川化中学校
- 四川省蒲江县蒲江中学
- 成都市第十八中学校
- 四川省大邑中学
- 四川省成都市武侯高级中学
- 四川省成都市西北中学
- 四川省成都市中和中学
- 四川省成都市第八中学
- 四川省金堂中学校
- 四川省成都华西中学
- 四川省成都市玉林中学
- 四川省邛崃市第一中学校
- 成都市通锦中学校
- 四川省成都市盐道街中学
- 四川省崇州市崇庆中学
- 成都经济技术开发区实验高级中学校
- 西南交通大学附属中学
- 四川省都江堰中学
- 成都市铁路中学校
- 四川省郫县第二中学
- 四川省彭州市第一中学
- 四川省成都列五中学
- 四川省双流县华阳中学

## 管辖区域

### 市直属
- 四川省成都市石室中学
- 四川省成都市第七中学
- 四川省成都市树德中学
- 四川省成都市第五十二中学（四川省成都市工读学校）
- 成都外国语学校
- 成都市实验外国语学校
- 北京师范大学成都实验中学
- 成都市盐道街中学外语学校

### 锦江区
- 四川师范大学附属中学
- 四川省成都市盐道街中学
- 四川省成都市第十七中学
- 成都市田家炳中学
- 四川省成都市第三中学
- 四川省成都市第四十六中学（四川师范大学附属中学外国语学校）
- 四川省成都市七中育才学校
- 成都市现代职业技术学校（原成都市女子职业中学）
- 成都市学道街中学
- 成都市锦江区胜利中学校（成都市盐道街中学实验学校）

### 青羊区
- 成都市树德协进中学
- 成都市锦城学校
- 成都市文翁实验中学
- 四川省成都市石室联合中学
- 成都市石室联合中学（西区）
- 成都市树德实验中学
- 成都市树德实验中学（西区）
- 成都市成飞中学
- 成都市青羊实验中学
- 成都市青羊实验联合中学
- 四川省成都市第十一中学（四川省成都市女子实验中学）
- 成都市石室联合中学蜀华分校
- 成都市树德实验中学（东区）（四川省成都市科创实验中学）
- 成都市第三十七中学校
- 成都市青苏职业中专学校

### 金牛区
- 成都市通锦中学校
- 成都市蜀西实验学校
- 成都市第十八中学校
- 成都市金牛中学校
- 西南交通大学附属中学
- 成都市第三十六中学校
- 四川省成都市第八中学
- 成都市第三十三中学校
- 成都市锦西中学校
- 成都市金牛实验中学校
- 成都市人民北路中学
- 成都七中万达学校
- 成都市铁路中学校

### 武侯区
- 四川省成都市第十二中学（四川大学附属中学）
- 成都石室锦城外国语学校
- 四川省成都市武侯高级中学
- 成都市第四十三中学校
- 四川省成都市西北中学
- 四川省成都市礼仪职业中学（成都市实用美术职业中专学校）
- 成都市棕北中学
- 成都市武侯实验中学
- 成都石室双楠实验学校
- 成都市机投中学
- 成都市金花中学

### 成华区
- 四川省成都华西中学
- 四川省成都列五中学
- 成都市实验中学
- 成都市第三十八中学校
- 成都大学附属中学
- 成都双语实验学校
- 成都石室中学初中学校
- 成都市双庆中学校
- 成都市二仙桥学校
- 四川省成都市第四十九中学校
- 成都市华建学校
- 成都市成华区红花学校
- 成都市建筑职业中专校（成都市第四十中学校）
- 成都市蜀兴职业中学（四川省成都市第三十中学）